# گری بول
گری بول (انگلیسی: Gary Bull؛ زادهٔ ۱۲ ژوئن ۱۹۶۶) بازیکن فوتبال اهل بریتانیا است.
از باشگاه‌هایی که در آن بازی کرده‌است می‌توان به باشگاه فوتبال گرنثم تاون، باشگاه فوتبال ناتینگهام فارست، باشگاه فوتبال کمبریج یونایتد، باشگاه فوتبال بارنت، باشگاه فوتبال بوستون تاون، باشگاه فوتبال بیرمنگام سیتی، باشگاه فوتبال یورک سیتی، باشگاه فوتبال ساوت‌همپتون، باشگاه فوتبال اسکانتورپ یونایتد، باشگاه فوتبال لینکولن یونایتد، و باشگاه فوتبال برایتون اند هوو آلبیون اشاره کرد.